# Елисеев, Павел Андреевич
Павел Андреевич Елисеев (1893, д. Раменки, Егорьевский уезд, Рязанская губерния, Российская империя — ?) — советский государственный деятель, председатель Рязанского (1920—1921) и Костромского (1924—1925) губисполкомов.

## Биография
Член РСДРП(б) с октября 1917 г.
- 1918 −1920 гг. — член Рязанского уездного комитета РКП(б), член исполнительного комитета Рязанского уездного Совета,
- 1920 г. — член президиума исполнительного комитета Рязанского губернского Совета,
- 1920—1921 гг. — председатель исполнительного комитета Рязанского губернского Совета,
- 1921—1922 гг. — комиссар по продовольствию Рязанской губернии,
- 1922—1923 гг. — председатель Рязанского губернского СНХ,
- 1923—1924 гг. — председатель Костромского городского Совета,
- 1924—1925 гг. — председатель исполнительного комитета Костромского губернского Совета.